# Peștera Izbândiș
Peștera Izbândiș se află în strînsă legătură cu Izbucul Izbândiș.

## Localizare
La ieșirea din centrul de comună Șuncuiuș (jud. Bihor) spre satul Zece Hotare.

## Context și descriere
Izbucul amintit, are unul dintre cele mai mari debite din Munții Pădurea Craiului, cea ce presupune că toată această apă provine dintr-un sistem carstic pe măsură.
Pentru a intra în acest sistem, speologii și-au îndreptat acțiunile spre izbuc și spre peșterile din bazinul său de captare în suprafață de ≈20 km², cît și spre peștera Izbândiș, a cărei intrare se găsește la ≈20 m deasupra izbucului. Explorările subacvatice au cerut tributul unei vieți, dar nu au condus la relevarea presupusului sistem. Nici prin peșterile din bazinul de captare nu s-a putut înainta.
În prima fază de explorare în peștera Izbândiș existau numai galerii fosile, dar munca susținută de decolmatare a dus la descoperirea de noi galerii, unele atingînd nivelul apei ce iese la exterior. Astfel peștera ajunge să aibă galerii fosile și active, ce însumează ≈2 km, dar potențialul se prezintă mult mai mare.